# Мария Манолова
Мария Момчева Манолова е българска биатлонистка.
Родена е на 6 септември 1963 година в Чепеларе. Участва в Олимпийските игри в Албервил през 1992 година и в Олимпиадата в Лилехамер през 1994 година.